# Кауартс (Алабама)
Кауартс (енгл. Cowarts) град је у америчкој савезној држави Алабама. По попису становништва из 2010. у њему је живело 1.871 становника.

## Демографија
Према попису становништва из 2010. у граду је живело 1.871 становника, што је 325 (21,0%) становника више него 2000. године.
| Група             | 2000.         | 2010.         |
| Белци             | 1.311 (84,8%) | 1.503 (80,3%) |
| Афроамериканци    | 191 (12,4%)   | 273 (14,6%)   |
| Азијати           | 6 (0,4%)      | 2 (0,1%)      |
| Хиспаноамериканци | 8 (0,5%)      | 31 (1,7%)     |
| Укупно            | 1.546         | 1.871         |